# Президентський університет
Президентський університет — майбутній вищий навчальний заклад в Україні, створення якого почалося Президентом і Кабінетом Міністрів України у 2021 року. 
Навчання у Президентському університеті планувалося розпочати з жовтня 2023 року. Президентський університет готуватиме спеціалістів таких напрямків, як інформаційні технології, кібербезпека та штучний інтелект, нанотехнології, аерокосмічні, енергетичні технології, біотехнології тощо. Університет фінансуватиметься за державні та приватні кошти.

## Концепція
Згідно з концепцією, ідея університету полягає у створенні освітньо-наукового центру шляхом концентрації кращих матеріальних і людських ресурсів країни із залученням бюджетних і небюджетних коштів. При цьому заклад буде створюватися не шляхом удосконалення набутого досі досвіду вишів, а як абсолютно новий сучасний заклад вищої освіти.
Також в концепції описане університетське містечко. На території майбутнього університету площею 16 га пропонується розмістити 14 споруд, зокрема:
- адміністративний корпус і бізнес-центр;
- навчально-лабораторний корпус інформаційних технологій, кібербезпеки і дослідницький центр штучного інтелекту;
- навчально-лабораторний корпус нанотехнологій;
- навчально-лабораторний корпус аерокосмічних технологій;
- навчально-лабораторний корпус енергетичних технологій;
- навчально-лабораторний корпус біотехнологій і наук про здоров'я і медична клініка;
- навчальний корпус глобалізації та міжнародних комунікацій;
- апарт-готель для професорсько-викладацького складу;
- апарт-готель для студентів;
- установу дошкільної освіти;
- супермаркет.[2]

## Історія
31 травня 2021 року під час Всеукраїнського форуму «Україна 30. Освіта і наука» Міністр освіти і науки Сергій Шкарлет презентував концепцію Президентського університету, а Президент України Володимир Зеленський підписав указ про його створення.
16 червня 2021 року Кабінет Міністрів України схвалив концепцію реалізації проєкту «Президентський університет». 
З ініціативи Міністерства освіти і науки України розпочато проведення круглих столів по містах України щодо спільних напрацювань педагогів, науковців України та світу та представників влади для запуску навчального процесу у Президентському університеті. Перші онлайн-засідання пройшли у Національному університеті «Львівська політехніка» та в Одеській обласній державній адміністрації.
Міністерство сподівалося розпочати освітній процес 1 жовтня 2023 року. У перший рік роботи планувалося набрати 120 найкращих студентів (6 напрямків по 20 здобувачів освіти), а за кілька років збільшити їх кількість до 600 осіб. Зокрема, міністр Сергій Шкарлет сказав, що «це будуть ті професійні та молоді, креативні менеджери, які будуть здатні рухати нашу державу та просувати її ім'я далеко за межами України».
У лютому 2022 на території київського ВДНГ знесли павільон №19, на місці якого мали побудувати університет. Через повномасштабне вторгнення Росії, що почалося наступного тижня, будівництво довелося заморозити.